# Jorge Matute Matute
Jorge René Matute Matute (Valparaíso, 1 de febrero de 1951-Santiago, 23 de agosto de 2011) fue un sindicalista petrolero chileno, dirigente de la Empresa Nacional del Petróleo (ENAP).
También fue conocido por ser el padre de Jorge Matute Johns, joven desaparecido en 1999 en extrañas circunstancias en la ciudad de Concepción, cuyo cuerpo apareció en 2004, caso en el que nunca se encontraron responsables.

## Primeros años de vida
Estudió en el Colegio Rubén Castro de Valparaíso, de donde egresó en 1968. Posteriormente cursó dos semestres de licenciatura en matemática en la Universidad Católica de Valparaíso. 
En 1970 se presentó y aprobó satisfactoriamente el curso para técnico operador de la planta de refinería de petróleo Enap de la entonces comuna de Talcahuano, hoy Hualpén, ingresando como ayudante técnico operador de producción a la empresa el 30 de noviembre de ese mismo año. En esa condición, participó en la puesta en marcha de la planta de etileno, pasando a ocupar en 1976 el cargo de técnico operador de la misma unidad. En el Departamento de Producción, Jorge Matute realizó diversas funciones, como inspector de paros de mantención de la Planta Etileno, inspector de prevención de riesgos e inspector de inspecciones técnicas.

## Sindicalista
En 1981 se sumó al movimiento sindical petrolero integrando el Directorio del Sindicato de Trabajadores ENAP-Petrox, motivado por la ausencia de postulantes debido al temor y la persecución política que ejercía la dictadura militar de Pinochet. En ese contexto, trabajó en la constitución del Comando de Trabajadores de Concepción y luego en el Comando Nacional de Trabajadores (CNT), en la Comisión de Derechos Humanos y en otras instancias donde se expresaba la solidaridad y la oposición a la dictadura militar. En 1982 se inscribió en la Democracia Cristiana chilena.
Entre los años 1985 y 1991 ocupó el cargo de tesorero en la Federación Nacional de Trabajadores del Petróleo (Fenatrapech). Después de ello, asumió la presidencia del conglomerado y fue reelecto por varios períodos. En virtud de este cargo integró además el Directorio de Enap, como representante de los trabajadores de la compañía. En esa calidad participó en diversos congresos y foros nacionales e internacionales.

## Vida política
Durante 2004, Jorge Matute participó en las elecciones municipales por la comuna de Concepción, donde representó a la Concertación de Partidos por la Democracia. Finalmente perdió la elección con el 39,48 % de los votos, bajo la opción ganadora, representada por la médica psiquiatra Jacqueline van Rysselberghe que obtuvo un 56,33 % de los sufragios. En 2007 fue designado por la entonces presidenta Michelle Bachellet, como integrante del Consejo Asesor Presidencial sobre Trabajo, Salario, Competitividad y Equidad Social, Hacia un Chile más Justo, encargado de debatir distintos temas laborales, entre ellos, el del establecimiento de un salario ético.

## Muerte
A las 5:30 (UTC-3) del 23 de agosto de 2011, Jorge Matute Matute falleció en el Hospital Clínico de la Universidad Católica de Chile en Santiago, a raíz de un cáncer linfático que lo aquejaba desde mayo de 2010.

## Desaparición de Jorge Matute Johns
El 20 de noviembre de 1999, Jorge Matute Johns, hijo del sindicalista, desapareció desde la discoteca "La Cucaracha" en Talcahuano, región del Biobío, sin dejar rastros. Desde ese minuto sumó esfuerzos para descubrir donde estaba y quienes lo habían secuestrado. Sólo 4 años más tarde, el 12 de febrero de 2004, se encontró el cadáver del joven de 23 años en la orilla del río Biobío camino a la comuna de Santa Juana. Pese a este hecho y existir sospechosos en el caso, hasta el día de hoy este asesinato no tiene culpables.

## Historial electoral

### Elecciones municipales de 2004
- Elecciones municipales de 2004, para la alcaldía de Concepción[3]

| Candidato                           | Pacto                    | Partido | Votos  | %     | Resultado |
| ----------------------------------- | ------------------------ | ------- | ------ | ----- | --------- |
| Jacqueline Van Rysselberghe Herrera | Alianza                  | UDI     | 55.925 | 56,45 | Alcaldesa |
| Jorge Matute Matute                 | Concertación Democrática | PDC     | 39.039 | 39,41 |           |
| Loreto Muñoz Gutiérrez              | Juntos Podemos           | PH      | 4.107  | 4,15  |           |